# John Francis Campbell
Pour les articles homonymes, voir Campbell.
Cet article possède un paronyme, voir John Campbell.
John Francis Campbell (J.F. Campbell ; en gaélique écossais : Iain Frangan Caimbeul), né le 29 décembre 1821 à Islay et mort le 17 février 1885 à Cannes, aussi connu comme Young John of Islay (en gaélique écossais : Iain Òg Ìle) est un auteur et celtiste écossais, reconnu comme une autorité en folklore celtique, en particulier pour les peuples gaéliques.

## Biographie
Campbell était un descendant de Daniel Campbell de Shawfield, qui avait acheté Islay pour 12 000 livres en 1726. Les Campbell de Shawfield allaient conserver Islay pendant 120 ans, jusqu'à ce que le père de John Francis, Walter Frederick Campbell of Islay (1798–1855) soit obligé de vendre, laissant son fils hériter d'une fortune familiale diminuée. Son père était député d'Argyll, et sa mère, Lady Eleanor Charteris (1796–1832), était la fille aînée de Francis Wemyss Charteris Douglas, 8e Comte de Wemyss et 4e Comte de March. Campbell aurait été à son tour « Laird of Islay » sans l'énorme dette de 800 000 livres accumulée par son père en « améliorations » pour l'île. Les créditeurs imposèrent la vente de l'île, que la famille dut quitter en 1847. Après la mort de son père, John Francis devint connu sous le nom de Campbell of Islay, même si l'île n'était plus la propriété de la famille.
J.F. Campbell a fait ses études au Collège d'Eton, puis à l'Université d'Édimbourg. Appelé au barreau à l'Inner Temple en 1851, il devient Private Secretary (Directeur de cabinet) du Lord du sceau privé en 1853, Secrétaire adjoint du Conseil général de la Santé en 1854, Secrétaire de la Commission Royale des Phares de Trinity House à Londres en 1859, Groom of the Privy Chamber en 1861.

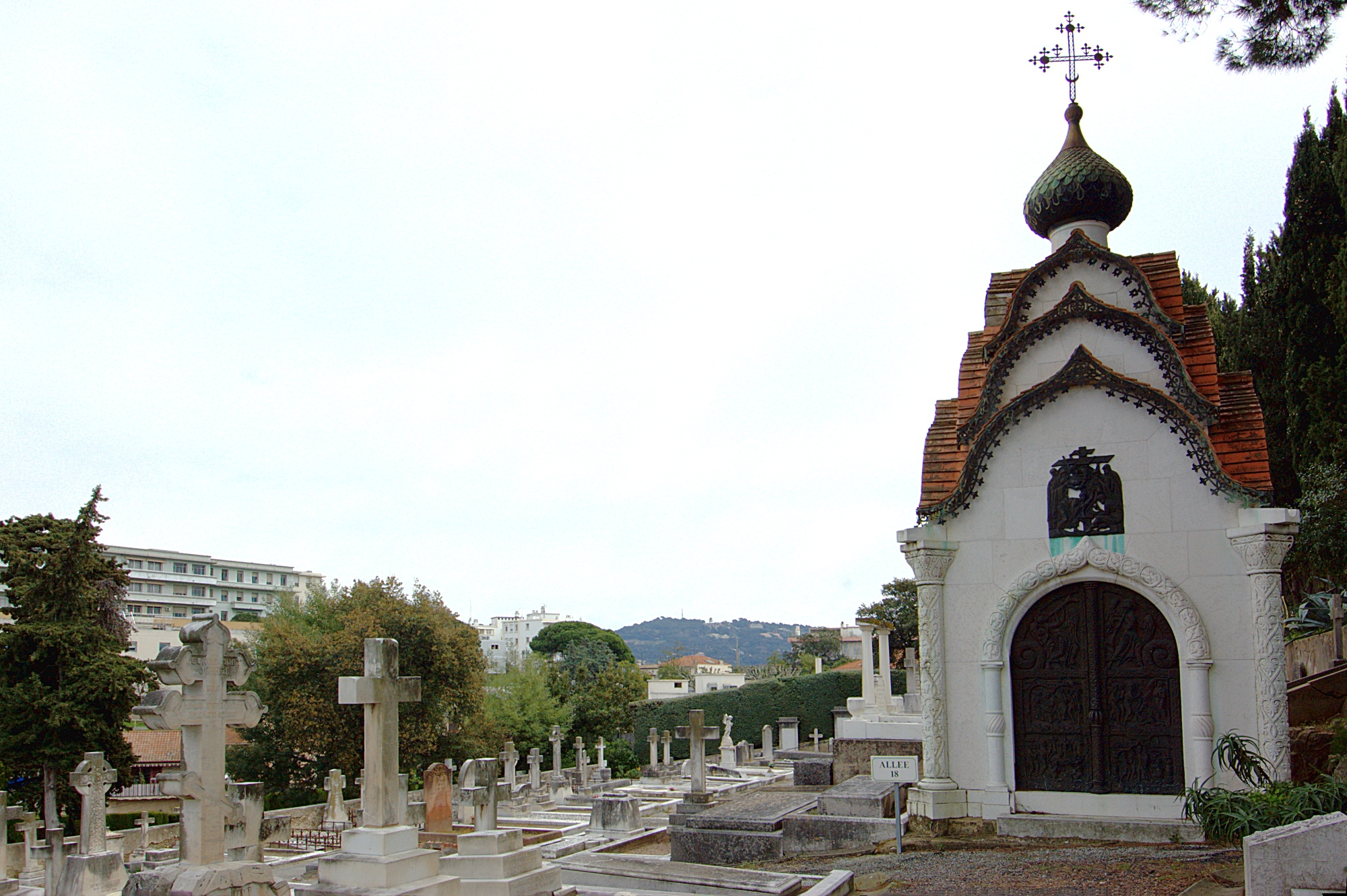
Le cimetière du Grand Jas à Cannes. La tombe de John Francis Campbell est visible tout à gauche.

Il a beaucoup voyagé à travers les Highlands et les îles écossaises avec ses scribes, notant scrupuleusement contes des Highlands occidentales, ballades féniennes, chansons, formules magiques et anecdotes.
Il avait des connaissances linguistiques en gaélique, danois, norvégien, lapon, italien, espagnol et allemand. En 1864, il s'embarqua pour un tour du monde d'un an qui l'emmena en Amérique, au Japon, en Chine, à Java, à Ceylan et en Inde.
Campbell a aussi inventé l'enregistreur météorologique d'ensoleillement qui porte son nom (héliographe de Campbell-Stokes).
Campbell ne s'est jamais marié. Il est enterré sous une réplique de la précieuse croix de Kildalton d'Islay dans le cimetière du Grand Jas à Cannes.

## Œuvres

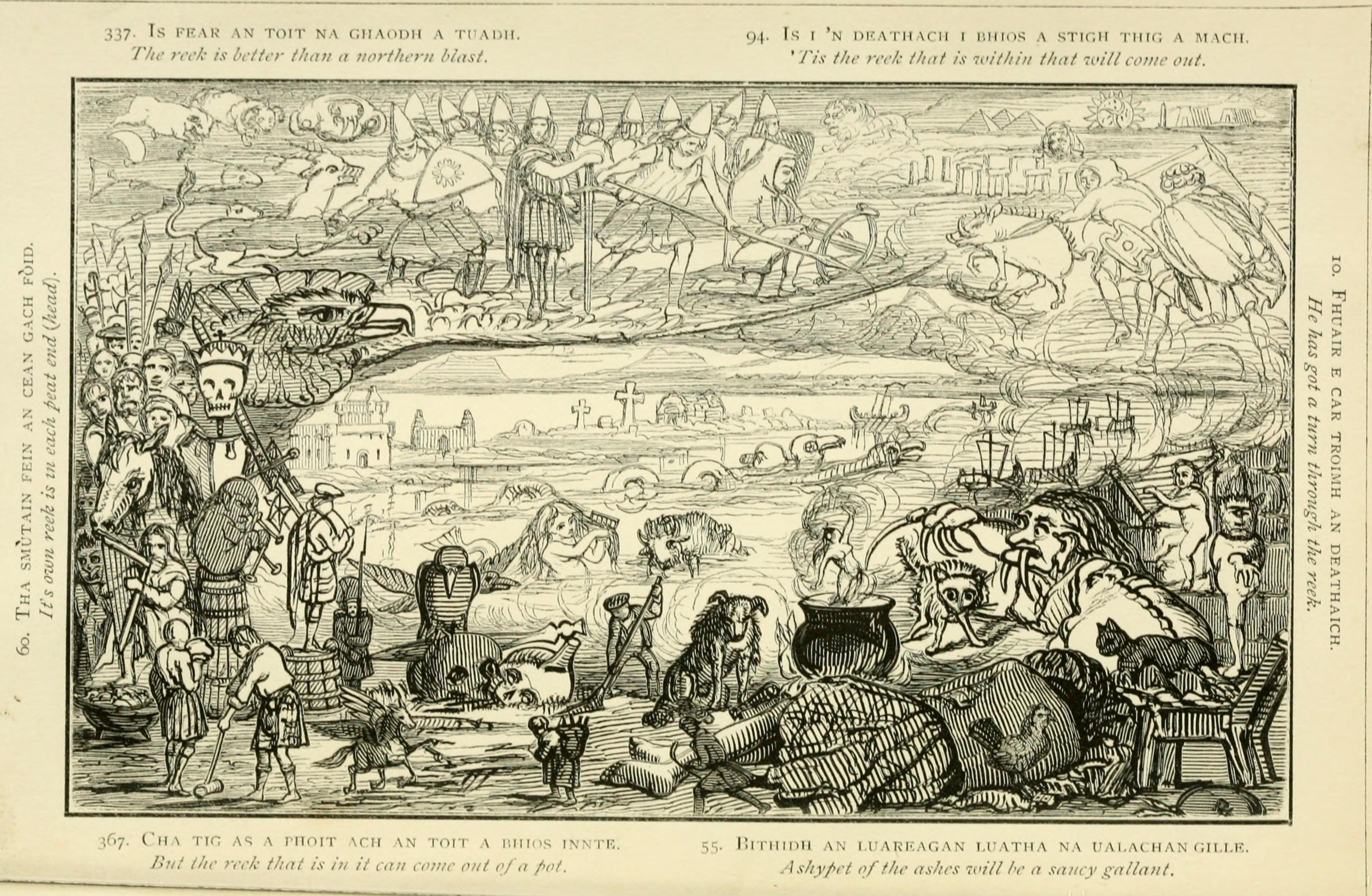
Illustration pour les Popular Tales of the West Highlands.

Ses ouvrages les plus célèbres sont le recueil bilingue des Contes populaires des Highlands occidentaux (en) (4 vols., 1860–62) et The Celtic Dragon Myth (« Le Mythe du Dragon celtique », publié après sa mort, en 1911.
Il a dédié ses Contes populaires des Highlands au fils de George Campbell (8e duc d'Argyll), John Campbell (9e duc d'Argyll) et marquis de Lorne.
Campbell avait commencé des travaux préliminaires sur Le Mythe du Dragon celtique dès 1862, et travailla de manière intensive à cet ouvrage de 1870 à 1884. Après la mort de Campbell en 1885, l'érudit en études gaéliques George Henderson prit la main en réalisant des travaux de traduction, en rédigeant une introduction et en complétant le manuscrit jusqu'à sa publication finale en 1911.